# Volvoks
Volvoks je rod kolonijalnog bičara, koji se sastoji od oko 50.000 međusobno povezanih jedinki. Sve jedinke su povezane citoplazmatičnim nastavcima i uronjene u pihtijastu materiju, gradeći koloniju. Kolonija izgleda kao šuplja zelena lopta koja ima prečnik 2 mm. Sve jedinke imaju po 2 biča, koji služe za kretanje. Volvoksi uglavnom žive u barama.
Razmnožavaju se deobom.